# Plotten
Als Plotten (englisch für: aufzeichnen, graphisch darstellen, kartieren) bezeichnet man in der Seefahrt die graphische Darstellung von Positionen und Außeneinflüssen wie Wind oder Strömung, um diese zur Kursplanung auszuwerten. Die Darstellung selbst wird als Plot bezeichnet. Ursprünglich wurde der Plot zeichnerisch per Hand auf Seekarten und Notizpapier erstellt. Hierzu war neben Kursdreieck oder dem Breton Plotter lediglich ein Bleistift notwendig. Heute werden elektronische bis zu computergestützten Systemen genutzt, eine besonders bekannte Form ist das Radarplotten.
Im Rahmen der Bedürfnisse der Marine ist die Darstellung deutlich komplexer, sie enthält alle Luft-, Über- und Unterwasserkontakte mit Identifizierung, Kurs und Geschwindigkeit. Der Plot dient nicht nur einfach der Darstellung der taktischen Lage, sondern unterstützt die Taktische Navigation und ist insbesondere bei Unterseebooten für die Berechnung von Schusslösungen unverzichtbar. Bereits während des Zweiten Weltkrieges wurden automatisierte Verfahren eingeführt, die Schusslösungen berechneten und eine vereinfachte Ploterstellung erlaubten. Führend war jedoch die US Navy, die erste vollautomatisierte Plotrechner einsetzte, die nach der Eingabe der bekannten Daten eines Ziels automatisch eine sich selbst aktuell haltende Schusslösung berechneten.
Auf modernen Kriegsschiffen erfolgt die Ploterstellung heute in direkter Koordinierung von Radar-, Sonar- und Waffenleitsystemen unter massivem Einsatz von Hochleistungscomputern, die eine vollständige und jederzeit aktuelle Darstellung der Lage erstellen und direkt zur Verwertung bereitstellen. Ein manueller Plot wird jedoch teilweise aus Gründen der Verdeutlichung der Lage immer noch erstellt.

## Plotten im Design
In den letzten Jahren hat sich die Bezeichnung Plotten etabliert, wenn es um das kreative Gestalten mit intelligenten Schneidemaschinen geht. Bekannte Marken sind hier Cricut, Silhouette und Brother. Dateien hierfür braucht es im SVG- oder DXF-Format. Diese gibt es teilweise in den Programmen, mit denen die Plotter arbeiten, oder auch bei freien Designern.